# Маттонтаун (Нью-Йорк)
Маттонтаун (англ. Muttontown) — селище (англ. village) в США, в окрузі Нассау штату Нью-Йорк. Населення — 3512 особи (2020).

## Географія
Маттонтаун розташований за координатами 40°49′31″ пн. ш. 73°32′11″ зх. д. / 40.82528° пн. ш. 73.53639° зх. д. (40.825391, -73.536335).  За даними Бюро перепису населення США в 2010 році селище мало площу 15,70 км², уся площа — суходіл.

## Демографія
Згідно з переписом 2010 року, у селищі мешкало 3497 осіб у 1071 домогосподарстві у складі 952 родин. Густота населення становила 223 особи/км².  Було 1125 помешкань (72/км²).
Расовий склад населення:
| - 73,3 % — білих - 22,7 % — азіатів - 1,6 % — чорних або афроамериканців - 0,1 % — корінних американців - 1,0 % — осіб інших рас |

До двох чи більше рас належало 1,2 %. Частка іспаномовних становила 3,4 % від усіх жителів.
За віковим діапазоном населення розподілялося таким чином: 27,0 % — особи молодші 18 років, 58,3 % — особи у віці 18—64 років, 14,7 % — особи у віці 65 років та старші. Медіана віку мешканця становила 44,8 року. На 100 осіб жіночої статі у селищі припадало 99,8 чоловіків;  на 100 жінок у віці від 18 років та старших — 95,9 чоловіків також старших 18 років.
Медіана доходів становила 200 222 долари для чоловіків та 82 417 доларів для жінок. За межею бідності перебувало 3,4 % осіб, у тому числі 4,6 % дітей у віці до 18 років та 0,0 % осіб у віці 65 років та старших.
Цивільне працевлаштоване населення становило 1724 особи. Основні галузі зайнятості: освіта, охорона здоров'я та соціальна допомога — 28,4 %, науковці, спеціалісти, менеджери — 21,8 %, фінанси, страхування та нерухомість — 13,5 %, роздрібна торгівля — 7,6 %.